# Premier League Summer Series de 2023
A Premier League Summer Series de 2023 foi a primeira edição desta competição futebolística organizada pela Premier League, e realizada nos Estados Unidos. Foi disputada entre os dias 22–30 de julho pelas equipes: Aston Villa, Brentford, Brighton, Chelsea, Fulham e Newcastle.

## Equipes participantes
| Clube                  | Cidade              |
| ---------------------- | ------------------- |
| Aston Villa            | Birmingham          |
| Brentford              | Londres             |
| Brighton & Hove Albion | Brighton e Hove     |
| Chelsea                | Londres             |
| Fulham                 | Londres             |
| Newcastle              | Newcastle upon Tyne |

## Resumo

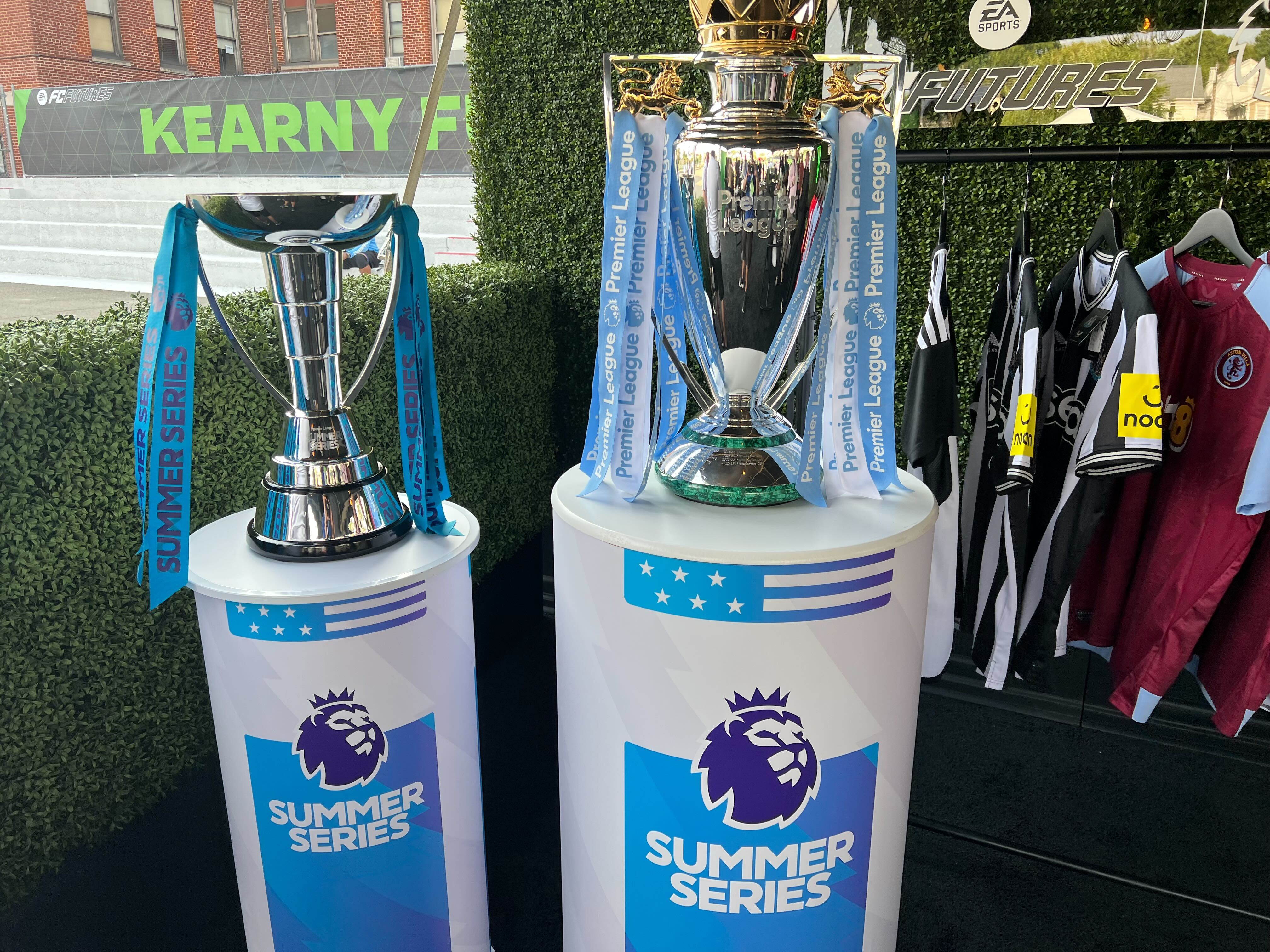
O troféu da competição (esquerda), em demostração durante um evento em Kearny, Nova Jérsia.

Chelsea e Brighton enfrentaram se na partida inaugural do torneio. No primeiro tempo, Brighton abriu o placar com Danny Welbeck, aos 13 minutos, em uma jogada ensaiada de escanteio; onde Mitoma cabeceou para o meio, deixando Welbeck sozinho para marcar o gol. Chelsea empatou logo depois, aos 19 minutos, com Nkunku, depois de uma tabelada de Maatsen e Chukwuemeka.

## Classificação
| Pos | Equipe                 | Pts | J | V | E | D | GP | GC | SG | Classificado |
| --- | ---------------------- | --- | - | - | - | - | -- | -- | -- | ------------ |
| 1   | Chelsea                | 7   | 3 | 2 | 1 | 0 | 7  | 4  | +3 | Campeão      |
| 2   | Aston Villa            | 5   | 3 | 1 | 2 | 0 | 8  | 6  | +2 |              |
| 3   | Newcastle              | 5   | 3 | 1 | 2 | 0 | 6  | 5  | +1 |              |
| 4   | Brighton & Hove Albion | 3   | 3 | 1 | 0 | 2 | 6  | 6  | 0  |              |
| 5   | Fulham                 | 3   | 3 | 1 | 0 | 2 | 3  | 6  | −3 |              |
| 6   | Brentford              | 1   | 3 | 0 | 1 | 2 | 5  | 8  | −3 |              |